# Îles Pakleni
Les Îles Pakleni (en croate Paklinski otoci) ou îles Infernales sont un ensemble de vingt-et-un îlots situés en Croatie au sud de l'île de Hvar, au large de la ville et de la baie de Hvar. L'île principale est Sveti Klement (en), qui couvre à elle seule plus des deux-tiers de la superficie de l'ensemble (5,27 km2 sur 7,16).
À une douzaine de kilomètres au sud-ouest des îles, en direction de la haute mer, se trouve l'île de Vis ; le canal de Vis (Viški kanal) les sépare.

## Toponymie
Le nom croate de ces îles est en rapport avec la résine de pin (paklina) utilisée dans la région pour le calfatage des bateaux et produite par les pins qui se trouvent en abondance sur certaines de ces îles. Dans le parler populaire, on les a désignées sous le nom approchant de Pakleni otoci, ce qui veut dire « îles infernales », de pakao, « enfer ».

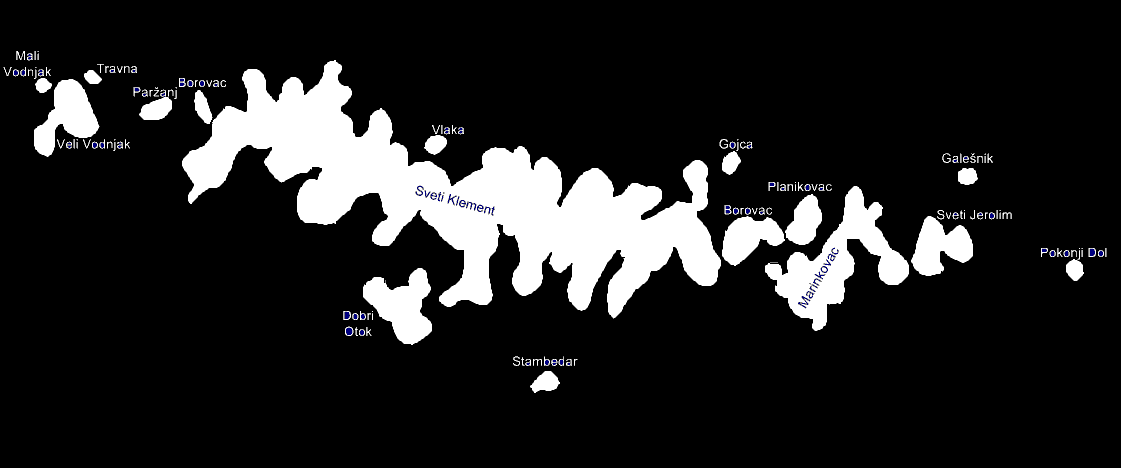
Disposition des îles, d'ouest en est.

Ces îles qui ont été, comme l'île de Hvar, sous l'autorité de la république de Venise du début du XVe siècle à la fin du XVIIIe siècle portent en italien le nom d’Isole Spalmadori.

## Végétation
Plusieurs des îles sont couvertes de forêts de pins et de buissons de romarin et de thym. Les îlots les plus petits sont plus arides.

## Tourisme

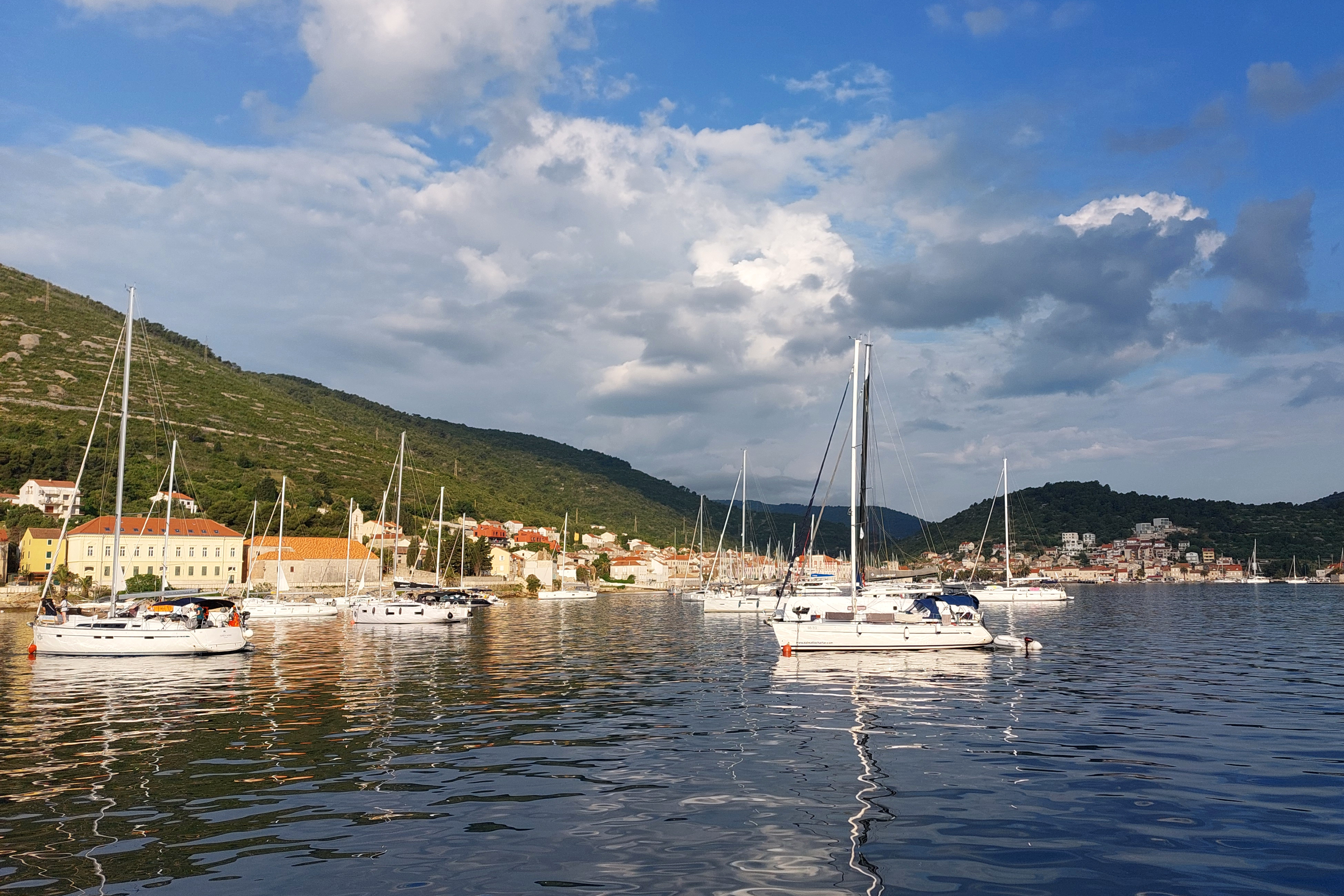
Le port de Palmižana, sur Sveti Klement.

Les îles sont réputées pour leurs plages et leurs criques, parmi les plus belles de la côte dalmate. On trouve surtout des plages de galets (comme à Zdrilca, baie sur l'île de Marinkovac) ou des criques rocheuses ; mais il y a quelques plages de sable, à Palmizana par exemple. On trouve des plages naturistes sur l'île Jerolim (en) et à Stipanska (sur Marinkovac).
Plusieurs de ces îles sont reliées par des services de bateaux réguliers à Hvar, une ou plusieurs fois par jour.
A Palmizana, sur Sveti Klement, se trouve un port de plaisance bien protégé qui peut accueillir 200 bateaux.